# Can Jonch
|  | Per a l'edifici d'Alella, vegeu Can Jonch (Alella). |

La Casa Adela Roca, vídua de Furnó, popularment coneguda amb el nom de Can Jonch, és un habitatge unifamiliar aïllat, situat al carrer del Rec número 19 de Granollers. És un edifici d'estil modernista, amb elements noucentistes, ideat per l'arquitecte Eduard Maria Balcells i Buïgas entorn de l'any 1913. També s'atribueix l'edifici a Manuel Raspall, que no hauria pogut firmar l'obra privada mentre exercia el càrrec d'arquitecte municipal. És considerada patrimoni històric-arquitectònic de Granollers i forma part del Pla Especial de Protecció, elaborat per l'Ajuntament de la ciutat.

## Arquitectura
Habitatge unifamiliar aïllat, de la categoria de ciutat jardí, compost de dos cossos. El primer, de planta rectangular, consta de planta baixa, primer pis i golfes, amb coberta de teula àrab de dues vessants de tipus basilical, coronada per una cornisa, en forma de doble sanefa sinuosa, recolzada per dues mènsules a les cantonades que enllacen amb la cornisa lateral. De la coberta sobresurt una torre mirador coronada amb un forjat. Les façanes són planes i simètriques. La façana que dona al carrer del Rec, segueix un sòl eix i hi destaca la barana de ferro del balcó amb traços de dibuixos d'estil noucentista. La paret de tanca del carrer és de paredat comú coronada amb peces ceràmiques vidriades verdes i grogues situades a dues vessants. Els pilars que emmarquen la portalada són de ceràmica vista amb un elaborat treball de ceràmiques vidriades.
Els elements formals i decoratius es consideren modernistes, però amb traces noucentistes, com els dibuixos de la barana de ferro del balcó del primer pis.

## Història

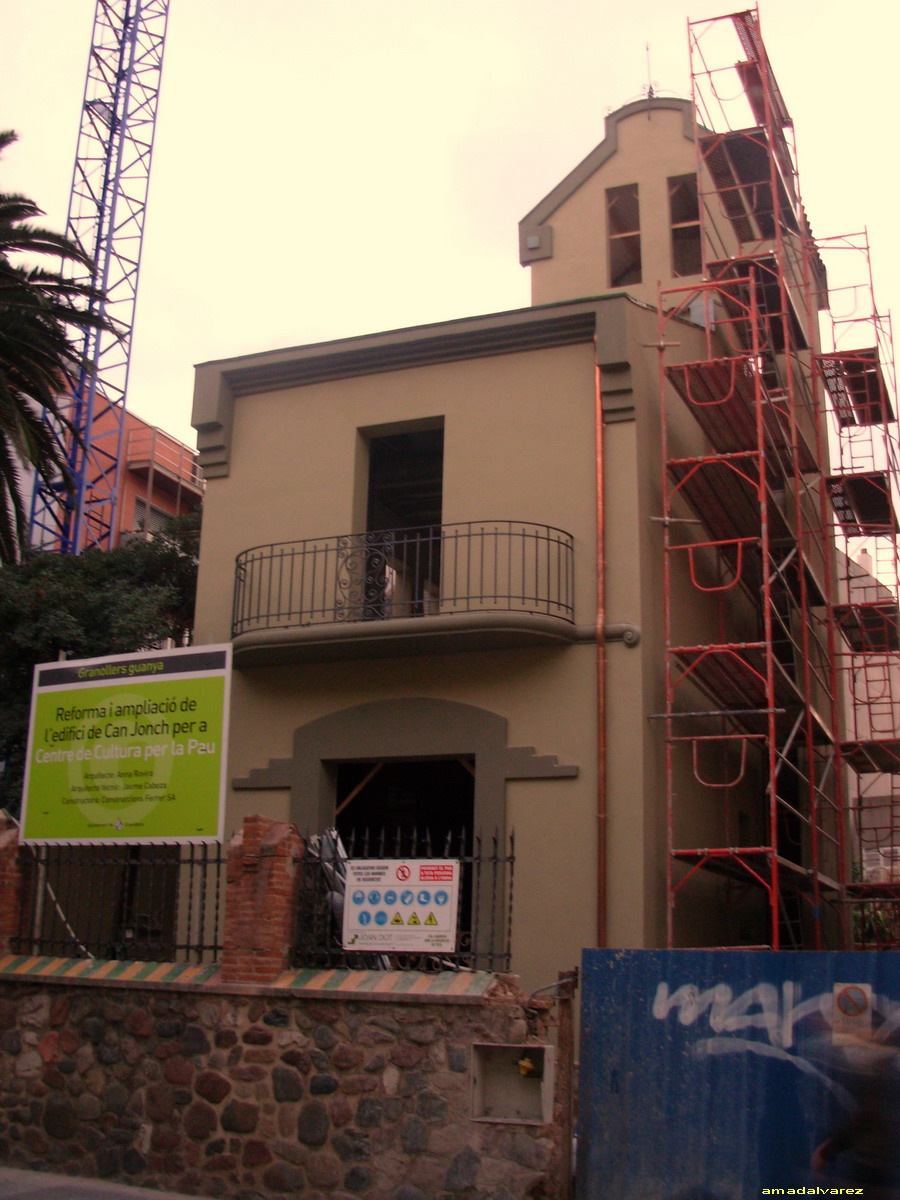
Rehabilitació de l'edifici (gener 2008)

Aquesta casa pertany a la xarxa de construccions fora de la ciutat, dins la tipologia de ciutat-jardí, en el moment de la creació de l'eixample. El carrer del Rec uneix el nucli urbà i el ferrocarril del Nord, inaugurat el 1875.
Adela Roca, vídua de Furnó, propietària de la casa, la va donar en herència a Antoni Jonch, qui havia afillat en quedar-se vídua. L'any 2000, vuit anys després de la mort de Jonch, la família Jonch Sampere cedeix l'edifici a l'Ajuntament. El 25 de maig de 2008 es signa la cessió per destinar la casa a un centre de cultura per la pau, d'acord amb el Programa d'Actuació Municipal 2003-2007.
La rehabilitació de l'edifici es va fer mitjançant un pla d'usos elaborat a partir d'un procés participatiu. El projecte va anar a càrrec de l'arquitecta Anna Rovira i Vergés. En la rehabilitació destaca la introducció d'aspectes de cura ambiental. Es recupera el pou de la casa, que es destina al reg i a l'abastiment de les cisternes dels banys, i per la calefacció i refrigeració. L'aigua també s'utilitza per escalfar la casa a través d'uns conductes sota terra.

## Centre de Cultura per la Pau
El 24 de maig de 2008 s'inaugura l'espai en commemoració dels 70 anys del bombardeig de Granollers, el dia 31 de maig de 1938, com a seu per a les entitats de cooperació, espai d'exposicions, aules de formació, centre de recursos i d'informació sobre pau, cooperació i drets humans, i seu del Consell municipal de cooperació i solidaritat. El dia de la inauguració es va plantar al jardí un plançó del roure de Gernika.